# Lukas Kübler
Lukas Kübler (Bonn, 30 augustus 1992) is een Duits voetballer die bij voorkeur als centrale verdediger speelt. Hij tekende in 2015 bij SC Freiburg.

## Clubcarrière
Kübler verruilde in 2011 Bonner SC voor het tweede elftal van FC Köln. In 2013 trok hij naar SV Sandhausen, waar hij 34 competitieduels speelde in de 2. Bundesliga. In 2015 tekende de centrumverdediger bij SC Freiburg. In zijn eerste seizoen promoveerde de club naar de Bundesliga. Kübler speelde echter geen enkele wedstrijd tijdens het seizoen 2015/16 door aanhoudende knieproblemen. Op 3 december 2016 debuteerde hij uiteindelijk in de Bundesliga tegen Bayer Leverkusen.